# Унег
Унег (також відомий як Венег) — бог неба і смерті в давньоєгипетській міфології. Унег виступав у ролі захисника землі та людей проти приходу «великого хаоса».

## Міфологія
Перші згадки про бога Унега з'явилися в Текстах пірамід, датованих VI династією, в яких він описується як бог смерті і померлий король. До нього зверталися як до «сина Ра».
У Текстах пірамід міститься кілька молитов з проханням забезпечення безпеки королю по імені Унег, який подорожує по небу разом з Ра в його небесній барці.

Уривок з Текстів пірамід:
Ра прийшов, переправити царя на іншу сторону,

 як ти, переправив твоїх послідовників, 

 рослина-венег (wng-plant), яке ти любиш!

О ти, хранитель шляху короля, хто майстер в великих вратах,

той, хто ручається за царя, перед цими двома великими і могутніми богами,

бо цар насправді рослина-венег, син Ра,

який підтримує небеса, який управляє землею

і який буде судити богів!

Унег рідко згадувався як божество. У Текстах пірамід він ототожнюється і прирівнюється богу неба і повітря Шу. Під ім'ям «Унег» також відомий єгипетський фараон  II династії, чиї точний час і тривалість правління залишаються невідомими.